# Tulîholove, Kroleveț
Tulîholove (în ucraineană Тулиголове) este o comună în raionul Kroleveț, regiunea Sumî, Ucraina, formată numai din satul de reședință.

## Demografie
Componența lingvistică a comunei Tulîholove
     Ucraineană (98,36%)
     Rusă (1,23%)
     Alte limbi (0,27%)
Conform recensământului din 2001, majoritatea populației comunei Tulîholove era vorbitoare de ucraineană (98,36%), existând în minoritate și vorbitori de rusă (1,23%).